# 퍼펙트 블루
《퍼펙트 블루》(Perfect Blue→완전한 파랑)는 곤 사토시 감독의 1998년 애니메이션 영화이다.

## 개요
다케우치 요시카즈의 동명 소설을 기초로 한 것이기는 하지만 내용은 상당히 다르다. 일본 인기 아이돌 그룹 챰!(CHAM!)의 일원인 키리고에 미마가 배우로서의 변신을 시도하는 과정에서 벌어지는 사건을 다룬 심리 스릴러물이다. 변신 과정에서 겪는 정신적 혼란을 몽환적 분위기로 그려내었다.

## 음악
- 엔딩곡
  - season（노래：M-VOICE／작사：小竹正人／작곡・편곡：PIPELINE PROJECT）
- 삽입곡
  - 愛の天使→사랑의 천사 (노래：MISA, 후루카와 에미코, 시미즈 미에／작사：이마이 아키코／작곡・편곡：이쿠미 마사히로)
  - 一人でも平気→혼자라도 괜찮아 (노래：후루카와 에미코, 시미즈 미에／작사：무츠미 스미요／작곡：미츠이 마코토／편곡：이쿠미 마사히로)
  - 想い出に抱かれて今は→추억에 잠겨 지금은 (노래：MISA／작사・작곡：This Time／편곡：이쿠미 마사히로)